# Universidade Metropolitana de Manchester
A Universidade Metropolitana de Manchester (Manchester Metropolitan University, referida como MMU, Man Met ou Manchester Met) é uma universisade públca localizada em Manchester, na Inglaterra. Foi criada em 1970 como Politécnico de  Manchester e recebeu o estatuto de universidade em 1992. A sua sede e o campus principal ficam em Manchester, existindo outros edifícios em  Cheshire. TA orugem da universidade remonta a 1824 com a Instituição de Mecânica de Manchester (Manchester Mechanics' Institution), e a 1838 com a Escola de Desenho de Manchester (Manchester School of Design).
A Universidade Metropolitana de Manchester recebe cerca de 52 000 candidaturas anualmente, fazendo dela a segunda universidade com mais procura no Reino Unido logo após a Universidade de Manchester. É a quinta maior universidade do Reino Unido em termos de número de alunos. É um membro da Association of MBAs, da Aliança Universitária, da Associação das Universidades da Commonwealth, da Associação de Universidades do Noroeste, da Associação das Escolas Colegiais Avançadas de Gestão e da Associação das Universidades Europeias.
A universidade inclui a Escola de Arte de Manchester e a Escola de Teatro de Manchester. Juntamente com a Universidade de Manchester, esta universidade também administra a Escola de Arquitectura de Manchester (MSA) sendo os estudantes da MSA classificados como estudantes de ambas as universidades.